# Liste des médaillés aux Jeux olympiques d'hiver de 1984
Cet article liste les athlètes ayant remporté une médaille aux Jeux olympiques d'hiver de 1984 à Sarajevo en Yougoslavie du 8 au 19 février 1984.

## Biathlon
| Épreuves                             | Or                                                                               | Argent                                                       | Bronze                                                                       |
| ------------------------------------ | -------------------------------------------------------------------------------- | ------------------------------------------------------------ | ---------------------------------------------------------------------------- |
| Hommes                               |                                                                                  |                                                              |                                                                              |
| 10 km sprint résultats détaillés     | Eirik Kvalfoss (NOR)                                                             | Peter Angerer (RFA)                                          | Matthias Jacob (RDA)                                                         |
| 20 km individuel résultats détaillés | Peter Angerer (RFA)                                                              | Frank-Peter Roetsch (RDA)                                    | Eirik Kvalfoss (NOR)                                                         |
| relais 4×7,5 km résultats détaillés  | Union soviétique Sergei Buligin Yuri Kachkarov Algimantas Šalna Dmitri Vassiliev | Norvège Eirik Kvalfoss Odd Lirhus Kjell Søbak Rolf Storsveen | Allemagne de l'Ouest Peter Angerer Fritz Fischer Walter Pichler Ernst Reiter |

## Bobsleigh
| Épreuves                         | Or                                                                                     | Argent                                                                     | Bronze                                                               |
| -------------------------------- | -------------------------------------------------------------------------------------- | -------------------------------------------------------------------------- | -------------------------------------------------------------------- |
| Hommes                           |                                                                                        |                                                                            |                                                                      |
| Bob à deux résultats détaillés   | Allemagne de l'Est Wolfgang Hoppe Dietmar Schauerhammer                                | Allemagne de l'Est Bernhard Lehmann Bogdan Musiol                          | Union soviétique Vladimir Aleksandrov Zintis Ekmanis                 |
| Bob à quatre résultats détaillés | Allemagne de l'Est Wolfgang Hoppe Andreas Kirchner Dietmar Schauerhammer Roland Wetzig | Allemagne de l'Est Bernhard Lehmann Bogdan Musiol Ingo Voge Eberhard Weise | Suisse Rico Freiermuth Silvio Giobellina Urs Salzmann Heinz Stettler |

## Combiné nordique
| Épreuves                       | Or                 | Argent                  | Bronze               |
| ------------------------------ | ------------------ | ----------------------- | -------------------- |
| Hommes                         |                    |                         |                      |
| Individuel résultats détaillés | Tom Sandberg (NOR) | Jouko Karjalainen (FIN) | Jukka Ylipulli (FIN) |

## Hockey sur glace
| Épreuves                             | Or | Argent | Bronze |
| ------------------------------------ | --- | --- | --- |
| Tournoi masculin résultats détaillés | Union soviétique Zinetoula Bilialetdinov Sergueï Chepelev Nikolaï Drozdetski Viatcheslav Fetissov Aleksandr Guerassimov Alekseï Kassatonov Andreï Khomoutov Vladimir Kovine Aleksandr Kojevnikov Vladimir Kroutov Igor Larionov Sergueï Makarov Vladimir Mychkine Vassili Pervoukhine Aleksandr Skvortsov Sergueï Starikov Igor Stelnov Viktor Tioumenev Vladislav Tretiak Mikhaïl Vassiliev | Tchécoslovaquie Jaroslav Benák Vladimír Caldr František Černík Milan Chalupa Miloslav Hořava Jiří Hrdina Arnold Kadlec Jaroslav Korbela Jiří Králik Vladimír Kýhos Jiří Lála Igor Liba Vincent Lukáč Dušan Pašek Pavel Richter Jaromír Šindel Radoslav Svoboda Eduard Uvira | Suède Thomas Åhlén Per-Erik Eklund Thom Eklund Bo Ericson Håkan Eriksson Peter Gradin Mats Hessel Michael Hjälm Göran Lindblom Tommy Mörth Leif Håkan Nordin Rolf Ridderwall Jens Öhling Thomas Rundqvist Tomas Sandström Håkan Södergren Mats Thelvén Mats Waltin Göte Wälitalo |

## Luge
| Épreuves                   | Or                                                      | Argent                                             | Bronze                                         |
| -------------------------- | ------------------------------------------------------- | -------------------------------------------------- | ---------------------------------------------- |
| Hommes                     |                                                         |                                                    |                                                |
| Simple résultats détaillés | Paul Hildgartner (ITA)                                  | Sergey Danilin (URS)                               | Valery Dudin (URS)                             |
| Double résultats détaillés | Allemagne de l'Ouest Hans Stangassinger Franz Wembacher | Union soviétique Aleksandr Beliakov Evgeni Belusov | Union soviétique Jörg Hoffmann Jochen Pietzsch |
| Femmes                     |                                                         |                                                    |                                                |
| Simple résultats détaillés | Steffi Walter (RDA)                                     | Bettina Schmidt (RDA)                              | Ute Oberhoffner (RDA)                          |

## Patinage artistique
| Épreuves                       | Or                                             | Argent                                               | Bronze                                              |
| ------------------------------ | ---------------------------------------------- | ---------------------------------------------------- | --------------------------------------------------- |
| Hommes                         |                                                |                                                      |                                                     |
| Individuel résultats détaillés | Scott Hamilton (USA)                           | Brian Orser (CAN)                                    | Jozef Sabovčík (TCH)                                |
| Femmes                         |                                                |                                                      |                                                     |
| Individuel résultats détaillés | Katarina Witt (RDA)                            | Rosalynn Sumners (USA)                               | Kira Ivanova (URS)                                  |
| Mixte                          |                                                |                                                      |                                                     |
| Couples résultats détaillés    | Union soviétique Ielena Valova Oleg Vassiliev  | États-Unis Kitty Carruthers Peter Carruthers         | Union soviétique Larisa Seleznyova Oleg Makarov     |
| Danse résultats détaillés      | Grande-Bretagne Jayne Torvill Christopher Dean | Union soviétique Natalia Bestemianova Andreï Boukine | Union soviétique Marina Klimova Sergueï Ponomarenko |

## Patinage de vitesse
| Épreuves                     | Or                    | Argent                   | Bronze                   |
| ---------------------------- | --------------------- | ------------------------ | ------------------------ |
| Hommes                       |                       |                          |                          |
| 500 m résultats détaillés    | Sergey Fokichev (URS) | Yoshihiro Kitazawa (JPN) | Gaétan Boucher (CAN)     |
| 1 000 m résultats détaillés  | Gaétan Boucher (CAN)  | Sergey Khlebnikov (URS)  | Kai Arne Engelstad (NOR) |
| 1 500 m résultats détaillés  | Gaétan Boucher (CAN)  | Sergey Khlebnikov (URS)  | Oleg Bozhyev (URS)       |
| 5 000 m résultats détaillés  | Tomas Gustafson (SWE) | Igor Malkov (URS)        | René Schöfisch (RDA)     |
| 10 000 m résultats détaillés | Igor Malkov (URS)     | Tomas Gustafson (SWE)    | René Schöfisch (RDA)     |
| Femmes                       |                       |                          |                          |
| 500 m résultats détaillés    | Christa Luding (RDA)  | Karin Kania (RDA)        | Natalya Shive (URS)      |
| 1 000 m résultats détaillés  | Karin Kania (RDA)     | Andrea Ehrig (RDA)       | Natalya Petruseva (URS)  |
| 1 500 m résultats détaillés  | Karin Kania (RDA)     | Andrea Ehrig (RDA)       | Natalya Petruseva (URS)  |
| 3 000 m résultats détaillés  | Andrea Ehrig (RDA)    | Karin Kania (RDA)        | Gabi Zange (RDA)         |

## Saut à ski
| Épreuves                           | Or                  | Argent              | Bronze               |
| ---------------------------------- | ------------------- | ------------------- | -------------------- |
| Hommes                             |                     |                     |                      |
| Petit tremplin résultats détaillés | Jens Weißflog (RDA) | Matti Nykänen (FIN) | Jari Puikkonen (FIN) |
| Grand tremplin résultats détaillés | Matti Nykänen (FIN) | Jens Weißflog (RDA) | Pavel Ploc (TCH)     |

## Ski alpin
| Épreuves                     | Or                      | Argent                 | Bronze                |
| ---------------------------- | ----------------------- | ---------------------- | --------------------- |
| Hommes                       |                         |                        |                       |
| Descente résultats détaillés | Bill Johnson (USA)      | Peter Müller (SUI)     | Anton Steiner (AUT)   |
| Géant résultats détaillés    | Max Julen (SUI)         | Jure Franko (YUG)      | Andreas Wenzel (LIE)  |
| Slalom résultats détaillés   | Phil Mahre (USA)        | Steve Mahre (USA)      | Didier Bouvet (FRA)   |
| Femmes                       |                         |                        |                       |
| Descente résultats détaillés | Michela Figini (SUI)    | Maria Walliser (SUI)   | Olga Charvatova (TCH) |
| Géant résultats détaillés    | Debbie Armstrong <(USA) | Christin Cooper <(USA) | Perrine Pelen (FRA)   |
| Slalom résultats détaillés   | Paoletta Magoni (ITA)   | Perrine Pelen (FRA)    | Ursula Konzett (LIE)  |

## Ski de fond
| Épreuves                             | Or                                                                   | Argent                                                                                 | Bronze                                                                         |
| ------------------------------------ | -------------------------------------------------------------------- | -------------------------------------------------------------------------------------- | ------------------------------------------------------------------------------ |
| Hommes                               |                                                                      |                                                                                        |                                                                                |
| 15 km classique résultats détaillés  | Gunde Svan (SWE)                                                     | Aki Karvonen (FIN)                                                                     | Harri Kirvesniemi (FIN)                                                        |
| 30 km classique résultats détaillés  | Nikolay Zimyatov (URS)                                               | Aleksandr Savyalov (URS)                                                               | Gunde Svan (SWE)                                                               |
| 50 km classique résultats détaillés  | Thomas Wassberg (SWE)                                                | Gunde Svan (SWE)                                                                       | Aki Karvonen (FIN)                                                             |
| Relais 4 × 10 km résultats détaillés | Suède Benny Kohlberg Jan Ottosson Gunde Svan Thomas Wassberg         | Union soviétique Oleksandr Batyuk Vladimir Nikitin Aleksandr Savyalov Nikolay Zimyatov | Finlande Aki Karvonen Harri Kirvesniemi Juha Mieto Kari Ristanen               |
| Femmes                               |                                                                      |                                                                                        |                                                                                |
| 5 km classique résultats détaillés   | Marja-Liisa Hämäläinen (FIN)                                         | Berit Aunli (NOR)                                                                      | Květa Jeriová (TCH)                                                            |
| 10 km classique résultats détaillés  | Marja-Liisa Hämäläinen (FIN)                                         | Raisa Smetanina (URS)                                                                  | Brit Pettersen (NOR)                                                           |
| 20 km classique résultats détaillés  | Marja-Liisa Hämäläinen (FIN)                                         | Raisa Smetanina (URS)                                                                  | Anne Jahren (NOR)                                                              |
| Relais 4 × 5 km résultats détaillés  | Norvège Berit Aunli Anne Jahren Inger Helene Nybråten Brit Pettersen | Tchécosloavquie Květa Jeriová Blanka Paulů Gabriela Svobodová Dagmar Švubová           | Finlande Marja-Liisa Hämäläinen Elja Hyytiäinen Pirkko Määttä Marjo Matikainen |

## Athlètes les plus médaillés
| Rang | Athlète                      | Sport               | Médaille d'or, Jeux olympiques | Médaille d'argent, Jeux olympiques | Médaille de bronze, Jeux olympiques | Total |
| ---- | ---------------------------- | ------------------- | ------------------------------ | ---------------------------------- | ----------------------------------- | ----- |
| 1    | Marja-Liisa Hämäläinen (FIN) | Ski de fond         | 3                              | 0                                  | 1                                   | 4     |
| 2    | Karin Kania (RDA)            | Patinage de vitesse | 2                              | 2                                  | 0                                   | 4     |
| 3    | Gunde Svan (SWE)             | Ski de fond         | 2                              | 1                                  | 1                                   | 4     |
| 4    | Gaétan Boucher (CAN)         | Patinage de vitesse | 2                              | 0                                  | 1                                   | 3     |
| 5    | Wolfgang Hoppe (RDA)         | Bobsleigh           | 2                              | 0                                  | 0                                   | 2     |
| 5    | Dietmar Schauerhammer (RDA)  | Bobsleigh           | 2                              | 0                                  | 0                                   | 2     |
| 5    | Thomas Wassberg (SWE)        | Ski de fond         | 2                              | 0                                  | 0                                   | 2     |